# Хиберт, Кайл
Кайл Э́нтони Хи́берт (англ. Kyle Anthony Hiebert; 30 июля 1997, Виннипег, Манитоба, Канада) — канадский футболист, защитник клуба «Сент-Луис Сити» и сборной Канады.

## Биография

### Ранние годы
Хиберт родился в Виннипеге и вырос в Ла-Салле, Манитоба. Начал заниматься футболом в 3 года, в 8 лет начал играть в детско-юношеской команде «Линден-Вудс». В 10 лет присоединился к детско-юношеской команде клуба «Дабл-ю-эс-эй Виннипег». В 2012 году в составе команды Манитобы и Саскачевана участвовал в национальных соревнованиях всех звёзд в Ньюфаундленде. Пробовался попасть в академию клуба «Ванкувер Уайткэпс», но не прошёл через отбор. Был назван лучшим футболистом Манитобы 2016 года.

### Университетский футбол
В 2015 году Хиберт поступил в Университет штата Миссури, чтобы выступать за университетскую футбольную команду. Из-за травм был вынужден пропустить сезоны 2015 и 2016: в 2015 году порвал медиальную коллатеральную связку левого колена во время выступления за клуб «Дабл-ю-эс-эй Виннипег», в 2016 году порвал заднюю крестообразную связку правого колена во время предсезона «Миссури Стейт Беарз». За неполных шесть сезонов в «Миссури Стейт Беарз» сыграл 88 матчей, забил шесть мячей и отдал четыре результативные передачи.
В 2013—2017 годах также выступал за клуб «Дабл-ю-эс-эй Виннипег» в Премьер-лиге развития.

### Клубная карьера
После того как Хиберт не был выбран на Супердрафте MLS 2022, он подписал контракт с командой «Сент-Луис Сити 2» из лиги MLS Next Pro в феврале 2022 года. Его профессиональный дебют состоялся 25 марта в матче стартового тура сезона 2022 против «Рочестер Нью-Йорк». 25 июня в матче против «Реал Монаркс» он забил свой первый гол в профессиональной карьере. По итогам сезона 2022, в котором принял участие во всех матчах «Сент-Луис Сити 2», Хиберт был включён в символическую сборную MLS Next Pro.
3 августа 2022 года Хиберт подписал предварительный контракт с первой командой «Сент-Луис Сити», чтобы присоединиться к клубу в его дебютном сезоне в MLS в 2023 году. Дебютировал в MLS в инаугуральном матче клуба против «Остина» 25 февраля 2023 года. 11 марта забил свой первый гол в MLS в матче против «Портленд Тимберс», и был включён в команду игрового дня третьего тура. 4 декабря Хиберт подписал с «Сент-Луис Сити» новый контракт до конца сезона 2026 с опцией продления на сезон 2027.

### Международная карьера
В апреле 2014 года Хиберт был вызван в тренировочный лагерь сборной Канады до 18 лет. В октябре был включён в состав команды на Турнир в Лиможе U18, где сыграл три матча.
21 марта 2023 года Хиберт впервые был вызван в старшую сборную Канады на два матча Лиги наций КОНКАКАФ в качестве замены травмированного Камала Миллера. 25 марта в матче против сборной Кюрасао остался в запасе. 28 марта в матче против сборной Гондураса дебютировал за сборную Канады, выйдя на замену на 62-й минуте вместо Скотта Кеннеди. Значился в предварительной заявке сборной на Золотой кубок КОНКАКАФ 2023 из 56 игроков, но в окончательный состав из 23 игроков не попал.

## Достижения
Личные
- Член символической сборной MLS Next Pro: 2022

## Статистика выступлений
| Выступление      | Выступление      | Выступление      | Лига | Лига | Плей-офф | Плей-офф | Кубок | Кубок | Континент | Континент | Итого | Итого |
| Клуб             | Лига             | Сезон            | Игры | Голы | Игры     | Голы     | Игры  | Голы  | Игры      | Голы      | Игры  | Голы  |
| ---------------- | ---------------- | ---------------- | ---- | ---- | -------- | -------- | ----- | ----- | --------- | --------- | ----- | ----- |
| Сент-Луис Сити 2 | MLS Next Pro     | 2021             | 24   | 3    | 3        | 0        | 2     | 0     | —         | —         | 29    | 3     |
| Сент-Луис Сити 2 | Итого            | Итого            | 24   | 3    | 3        | 0        | 2     | 0     | —         | —         | 29    | 3     |
| Сент-Луис Сити   | MLS              | 2023             | 27   | 2    | 2        | 0        | 1     | 0     | 1         | 0         | 31    | 2     |
| Сент-Луис Сити   | Итого            | Итого            | 27   | 2    | 2        | 0        | 1     | 0     | 1         | 0         | 31    | 2     |
| Всего за карьеру | Всего за карьеру | Всего за карьеру | 51   | 5    | 5        | 0        | 3     | 0     | 1         | 0         | 60    | 5     |

Источники: Transfermarkt, Soccerway, Footballdatabase.eu.